# 南濃温泉
南濃温泉（なんのうおんせん）は、岐阜県海津市南濃町羽沢にある温泉。

## 泉質
財団法人岐阜県公衆衛生検査センター平成20年10月17日発行の検査結果によると

## 温泉地
養老山地の標高130mの中腹に海津市が管理運営する日帰り入浴施設の温泉。温泉に入りながら木曽三川をはじめとする濃尾平野全体、御嶽山などの眺望が楽しめること、国道258号沿いにあり交通の便がよいことなどにより東海地方全体から入浴客が訪れ、煌めきの湯、ときめきの湯、檜風呂、壷湯、岩風呂など、全11種の湯船があり各湯船の湯口には「水晶の湯」にちなんで水晶の原石が飾られている。

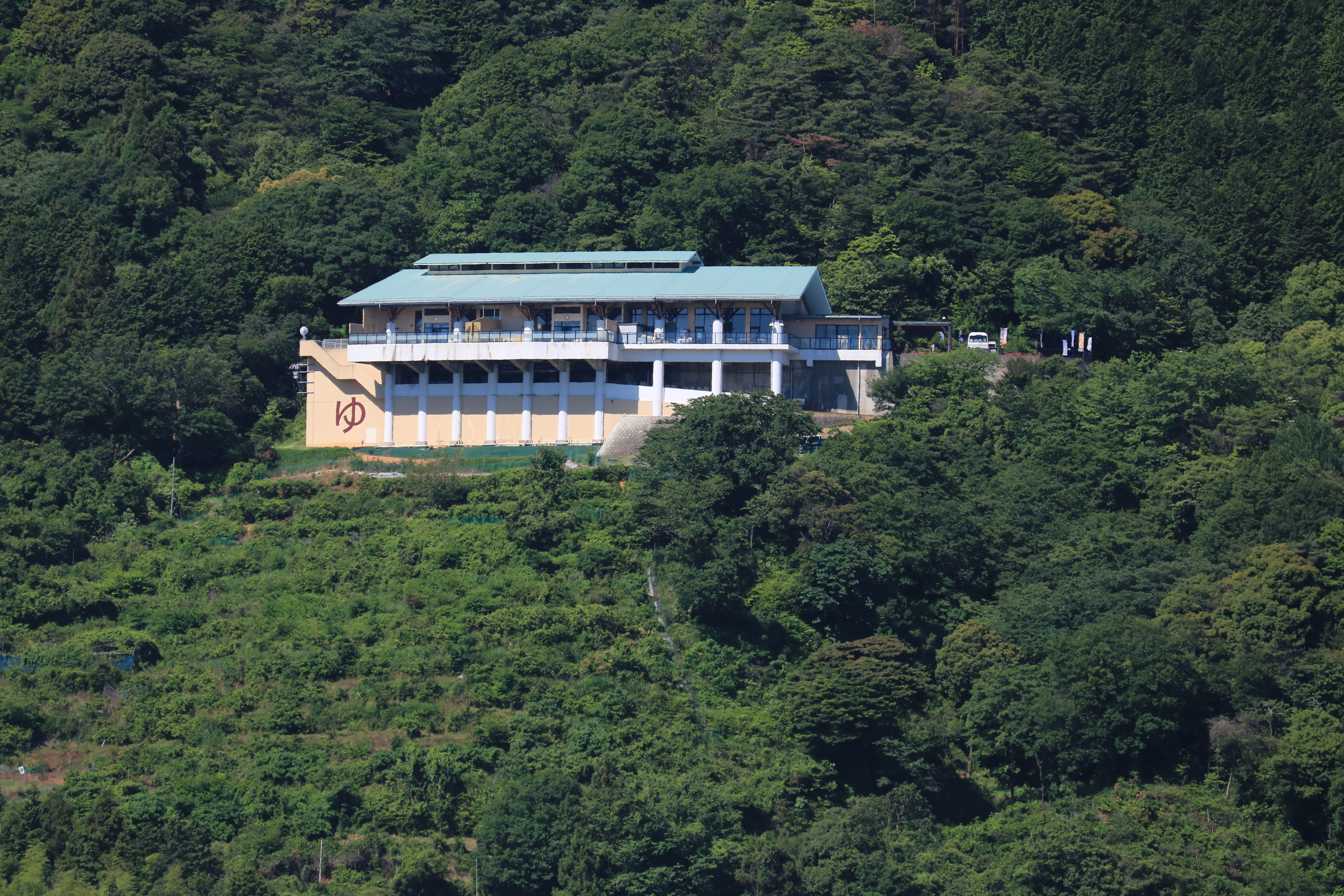
養老山地の中腹にある南濃温泉
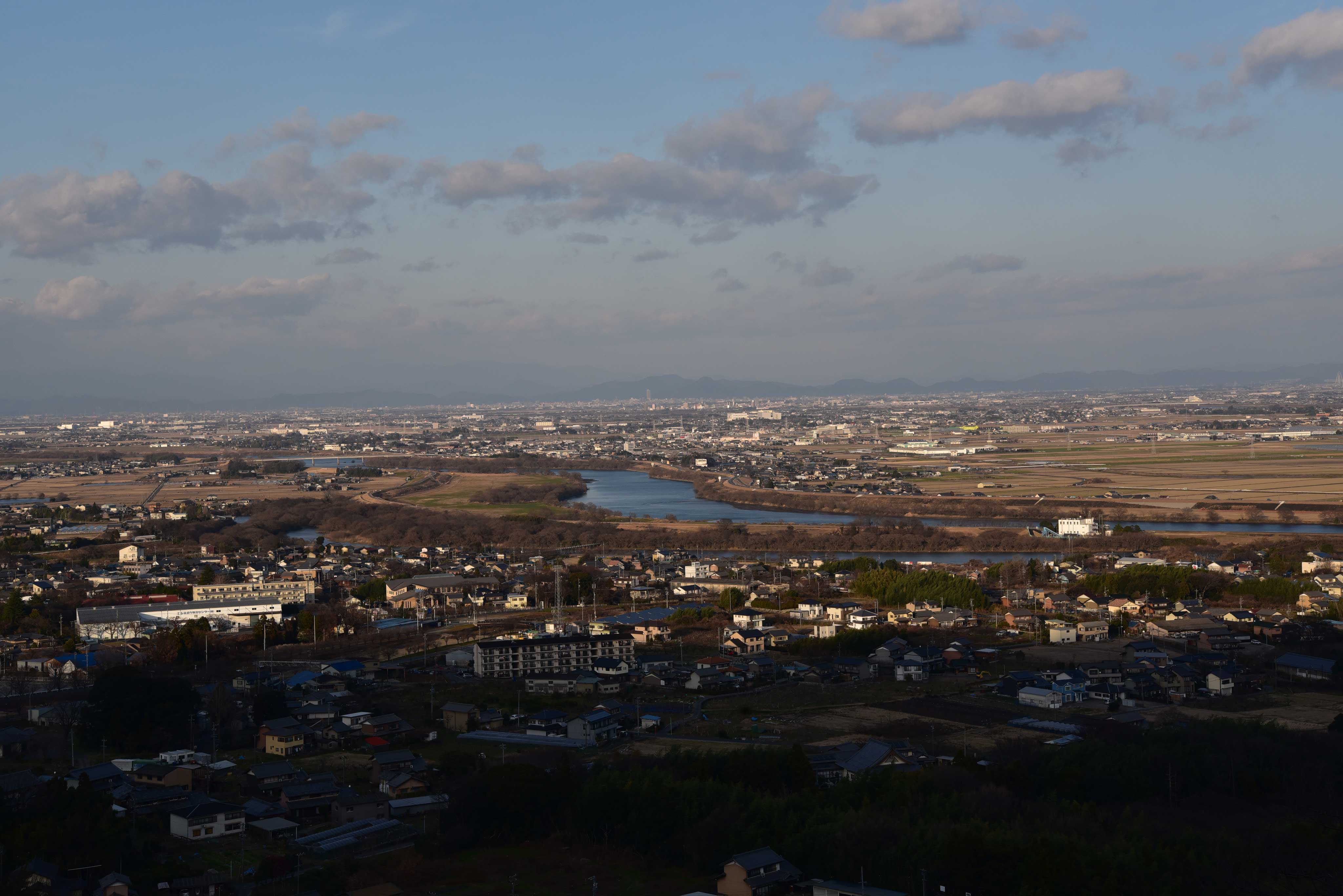
南濃温泉からの眺望

## 歴史

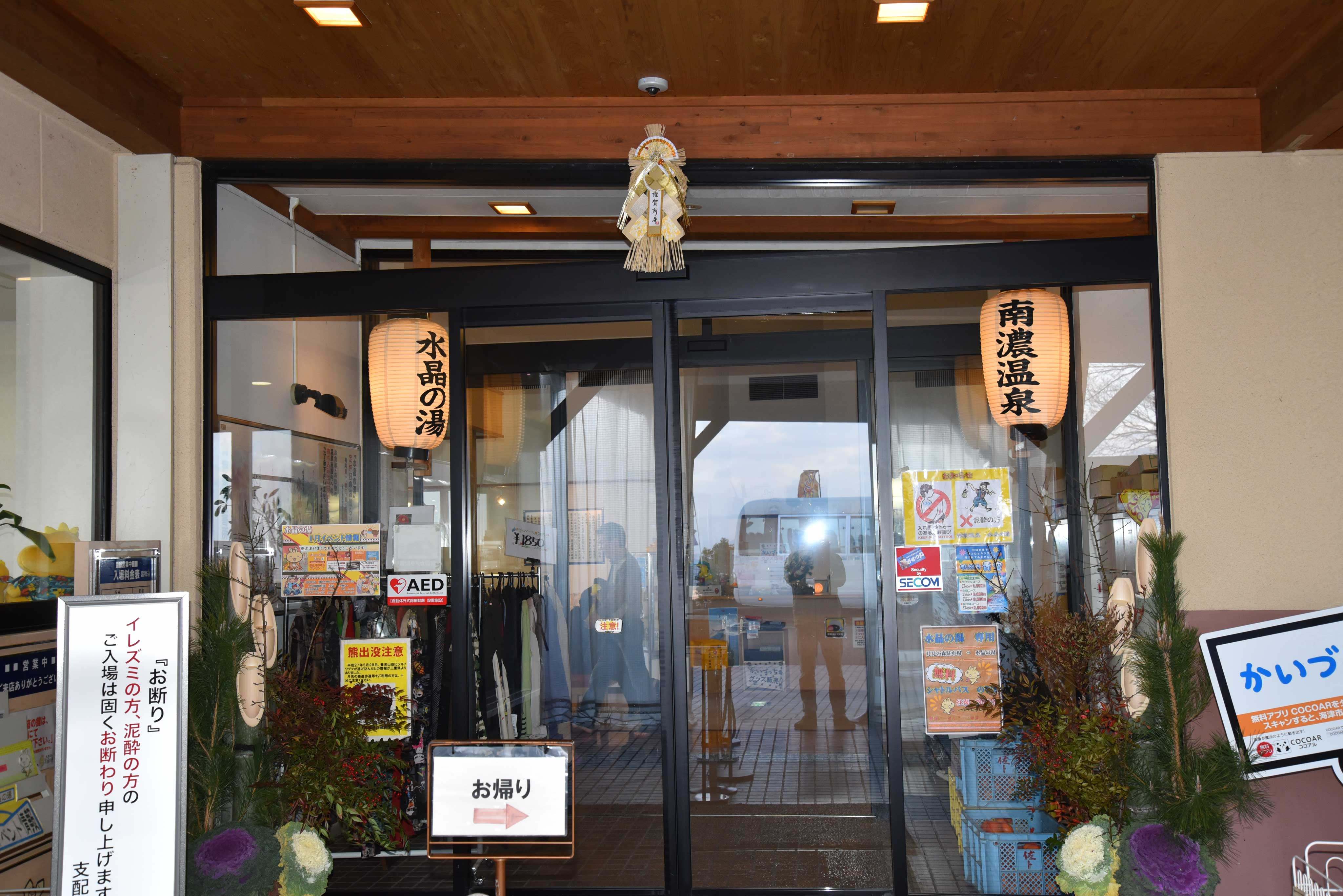
南濃温泉入り口

海津郡南濃町が約6億円をかけて2001年（平成13年）4月から11月にかけて掘削作業を行い、2002年（平成14年）12月に開館した。2006年（平成18年）10月には利用者が100万人を超えた。源泉名は「水晶の湯」で、源泉近くに水晶の原石が採れる『水晶ざら』と呼ばれる場所が古くからあることから命名された。2007年（平成19年）1月に源泉の水温が低下（揚湯温度：通常29?30℃が、約4℃低くなり25?26℃に低下）していることが判明し、市は財団法人県公衆衛生検査センターに湯の成分の分析を依頼。調査の結果、源泉井戸の鋼管に穴があき地下水が流入して温泉が薄められていることが判明。泉質には大きな影響がないことから営業は継続されている。2008年（平成20年）6月3日から6月11日の間、源泉井戸修繕工事を行うため臨時休業をした。
当初、指定管理者として南濃スカイビュースパ水晶の湯が運営していた
。
しかし、新型コロナウイルスの影響を受けて2020年（令和2年）4月から休業し、同年6月に当時の指定管理者が撤退した。その後、クアリゾート湯舟沢（中津川市）が指定管理者を引き継ぎ、2021年（令和3年）4月にリニューアルオープンした。
2023年（令和5年）10月からケービックス（群馬県）が指定管理者となる。

## 交通アクセス
- 養老鉄道

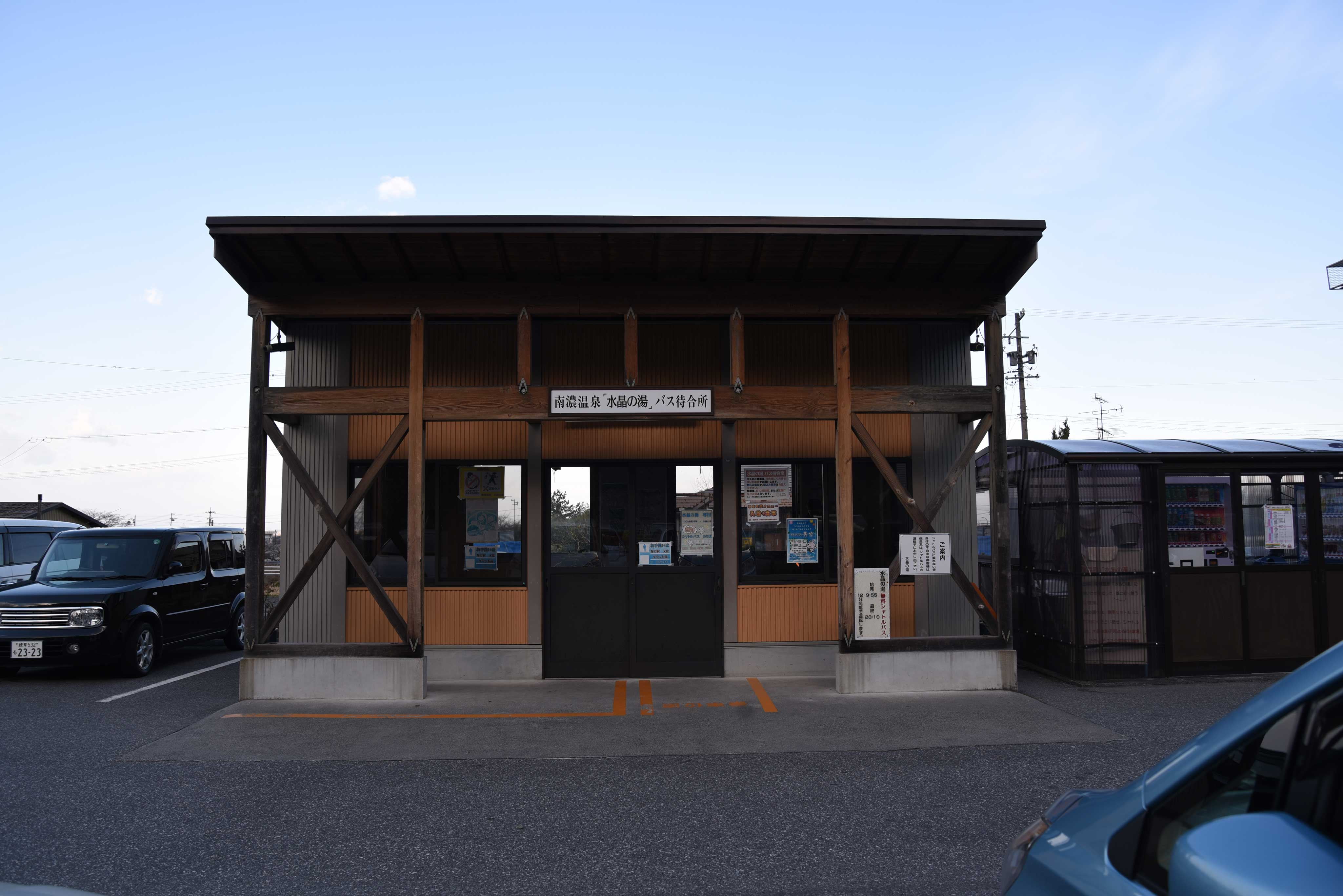
南濃温泉シャトルバス乗り場

  - 養老線「駒野駅」下車、徒歩で約15分。施設駐車場より無料シャトルバスにて約5分（バスは12分間隔で運行）[2]。